# Чернушка фарте
Чернушка фарте (лат. Erebia pharte) — дневная бабочка из семейства бархатниц, вид рода Erebia. Длина переднего крыла 17 — 19 мм.

## Ареал и места обитания
Альпы (Франция, Швейцария, Южная Германия, Австрия, Италия) и Татры (Южная Польша и Словакия), возможно — Восточные Карпаты (Румыния).
Бабочки населяют субальпийские и альпийские луга, лесные поляны горных лесов на высотах 1500—2500 м..

## Биология
Одно поколение в год. Время лёта с начала июля по конец августа. Самки откладывают яйца на кормовое растение. Генерация двухгодичная — гусеницы развиваются на протяжении двух лет на злаках. Кормовое растение гусениц — осока ржаво-коричневая, осока повислая, осока, овсяница овечья, овсяница красная, овсяница, белоус торчащий, мятлик.